# Florianigasse
Die Florianigasse befindet sich im 8. Wiener Gemeindebezirk Josefstadt. Sie wurde nach dem Hausschild „Zum heiligen Florian“ auf Nummer 15 benannt.

## Geschichte
Die Florianigasse zählt zu den ältesten Gassen der ehemaligen Vorstadt Josefstadt. Im frühen 18. Jahrhundert wurde die Region mit Gartenpalais des Adels verbaut, von denen heute noch das Palais Schönborn und das Palais Damian erhalten sind. 1772 begann man mit der Errichtung der Josefstädter Reiterkaserne, die sich zwischen Florianigasse, Josefstädter Straße, Albertgasse und Schönborngasse befand. 1862 wurde der Schönbornpark eröffnet, der bis heute der größte Park des Bezirks ist. 1898 wurde am westlichen Ende der Florianigasse die Breitenfelder Pfarrkirche eröffnet. 1912 erfolgt die Inbetriebnahme des Amtshauses der Bezirksvorstehung am Schlesingerplatz. Der zentrumsnahe Teil der Gasse zählt seit 2001 zur Außenzone des Weltkulturerbes (Historisches Zentrum von Wien).

## Lage und Charakteristik
Die Florianigasse beginnt gegenüber dem Wiener Rathaus im Florianipark an der Landesgerichtsstraße. Von hier aus führt die Straße in westlicher Richtung vorbei am Schönbornpark und dem Schlesingerplatz über den Bennoplatz, um schließlich am Uhlplatz vor der Breitenfelder Pfarrkirche zu enden. In ihrem Verlauf erweitert sich die Gasse immer wieder zu Plätzen und Parks und bildet somit auch einen wichtigen Naherholungsraum im dicht verbauten Bezirk. Die Bebauung blieb größtenteils von Kriegsschäden verschont und zeichnet sich heute durch eine große Vielfalt von einigen sehr schönen Zinshäusern aus dem 18., 19. und frühen 20. Jahrhundert aus. Der westliche Teil der Gasse wird durch die Sichtachse zur Breitenfelder Pfarrkirche am Uhlplatz dominiert.

## Galerie

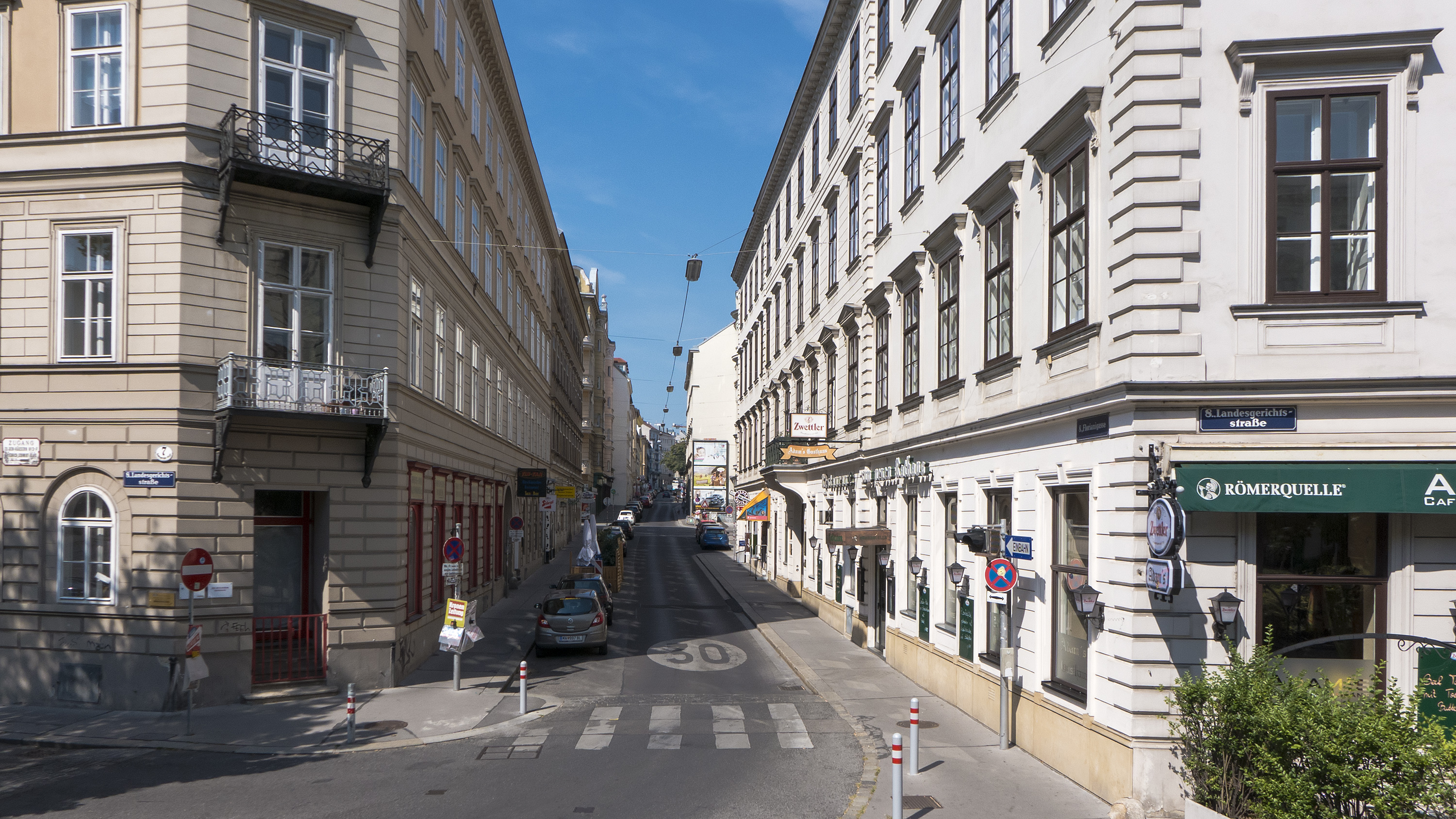
Der Beginn der Florianigasse bei der Landesgerichtsstraße
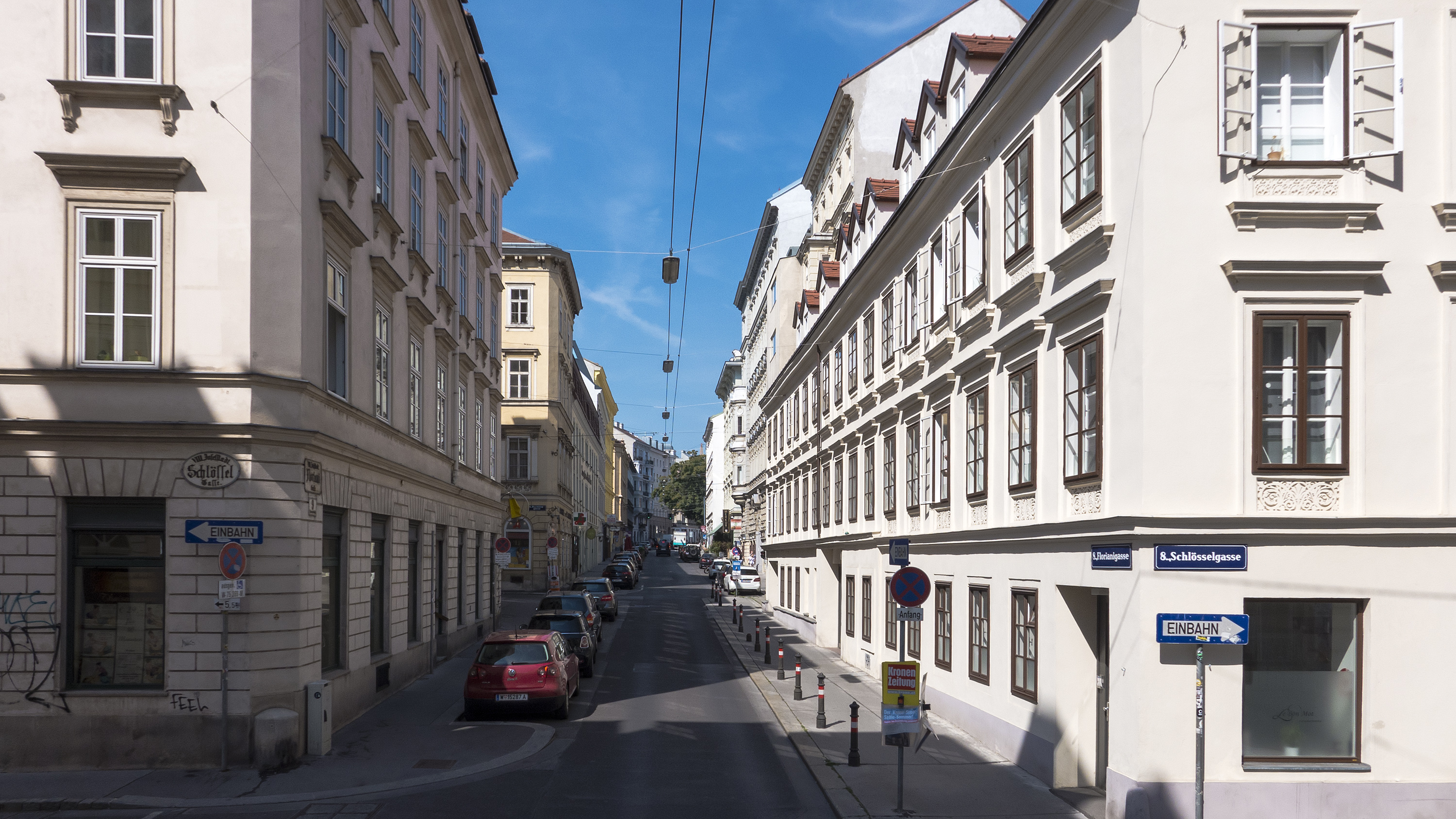
Bei der Schlösselgasse
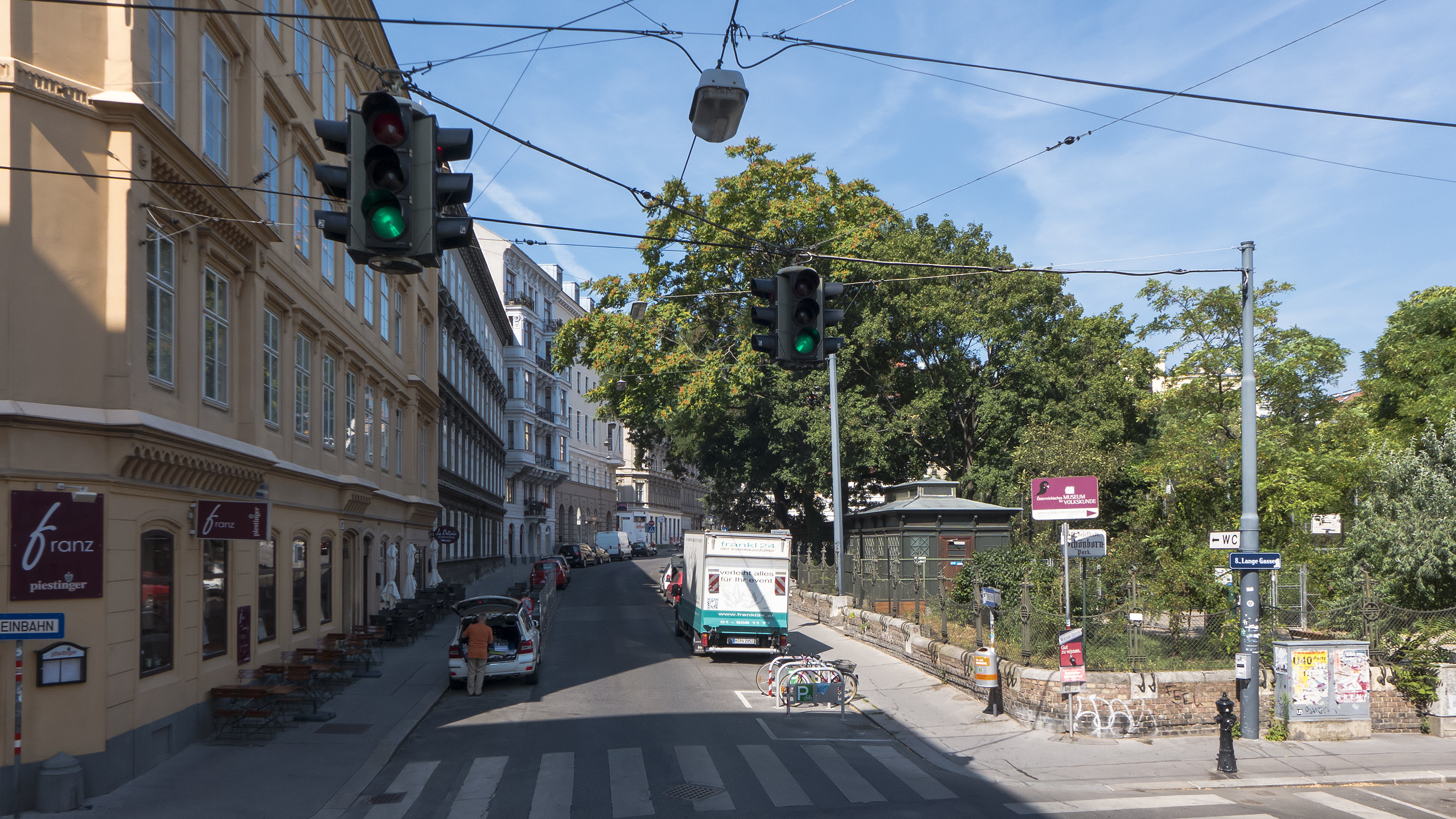
Bei der Langen Gasse, rechts der Schönbornpark
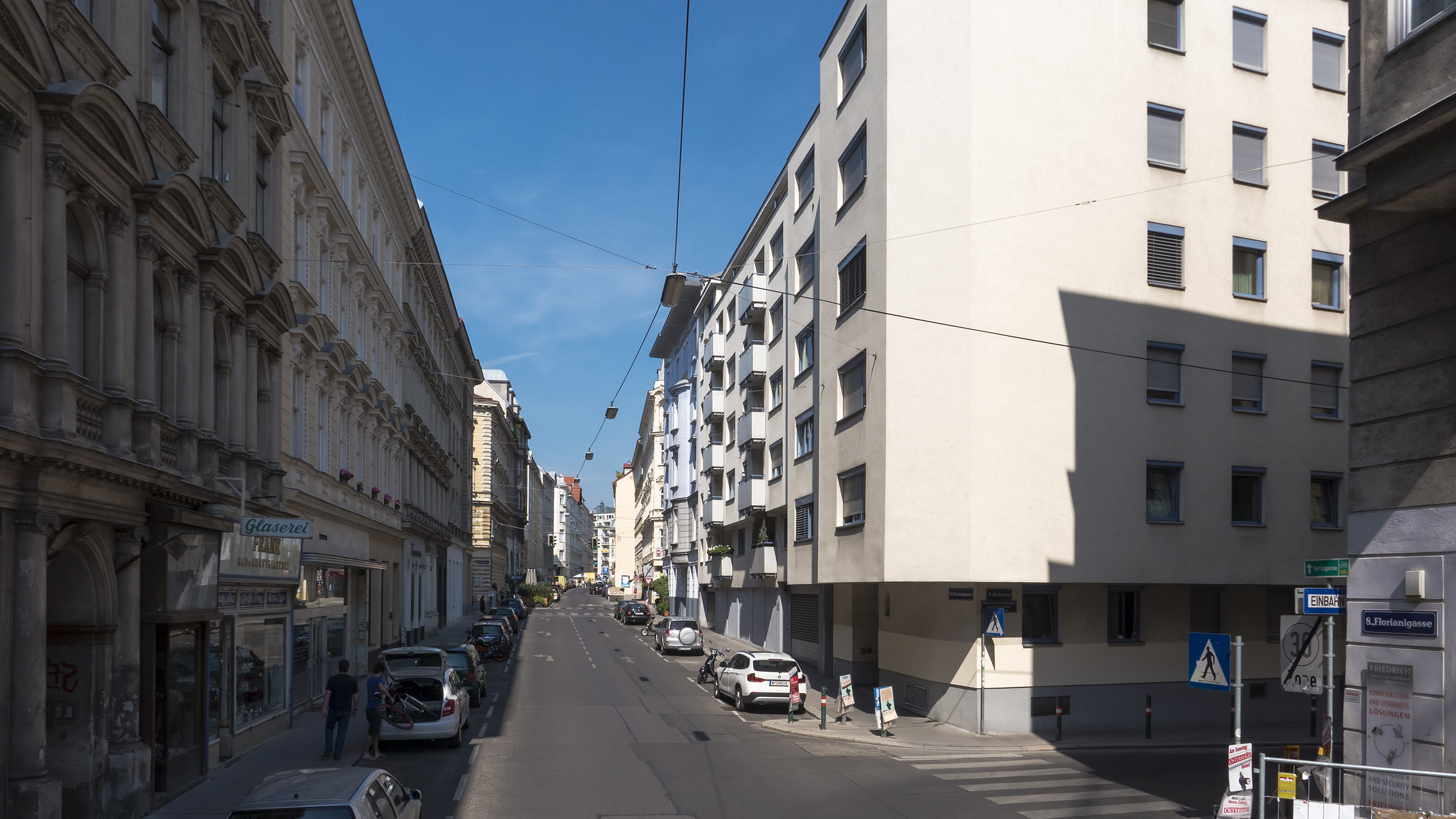
Bei der Kochgasse
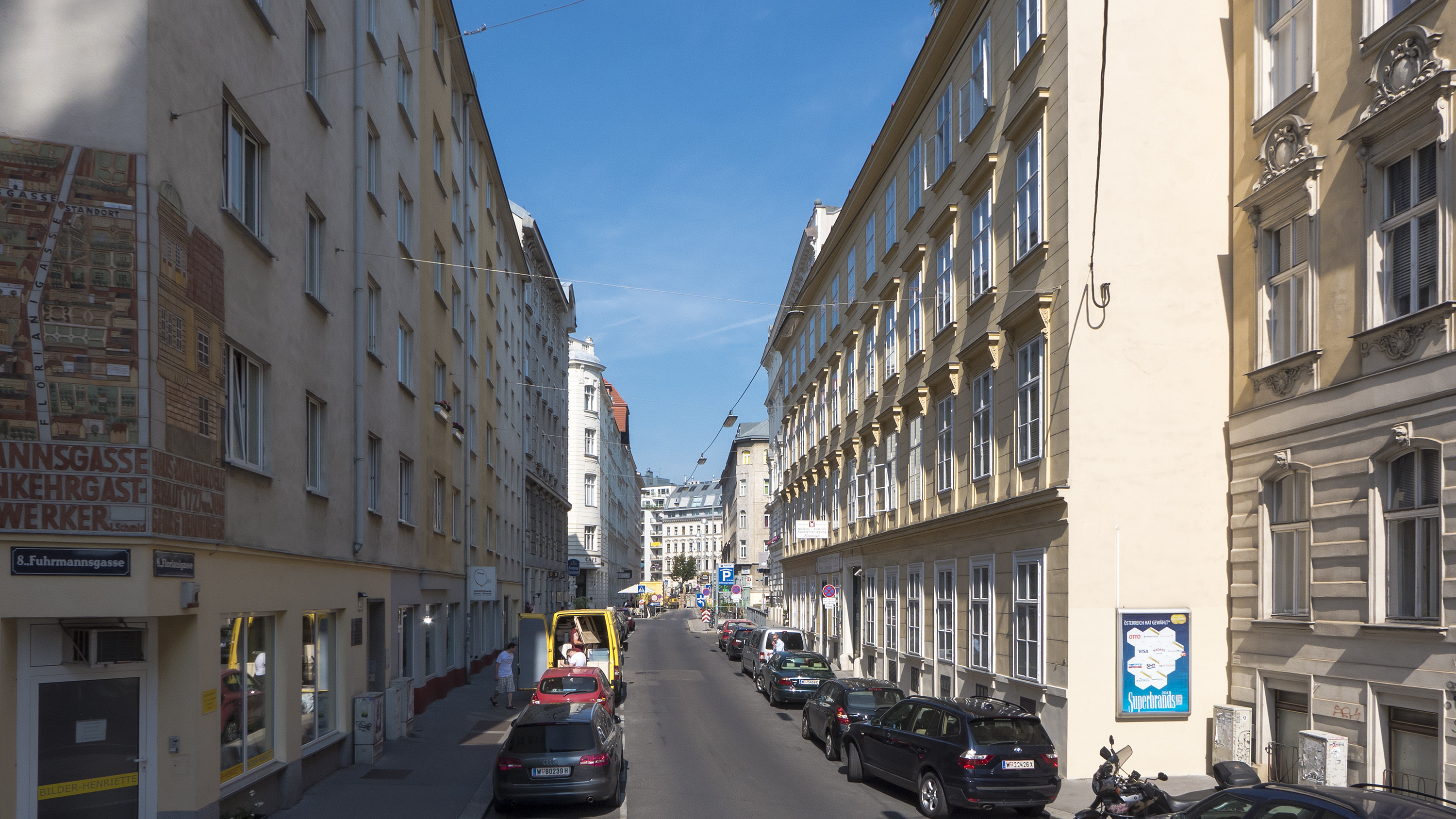
Bei der Fuhrmannsgasse
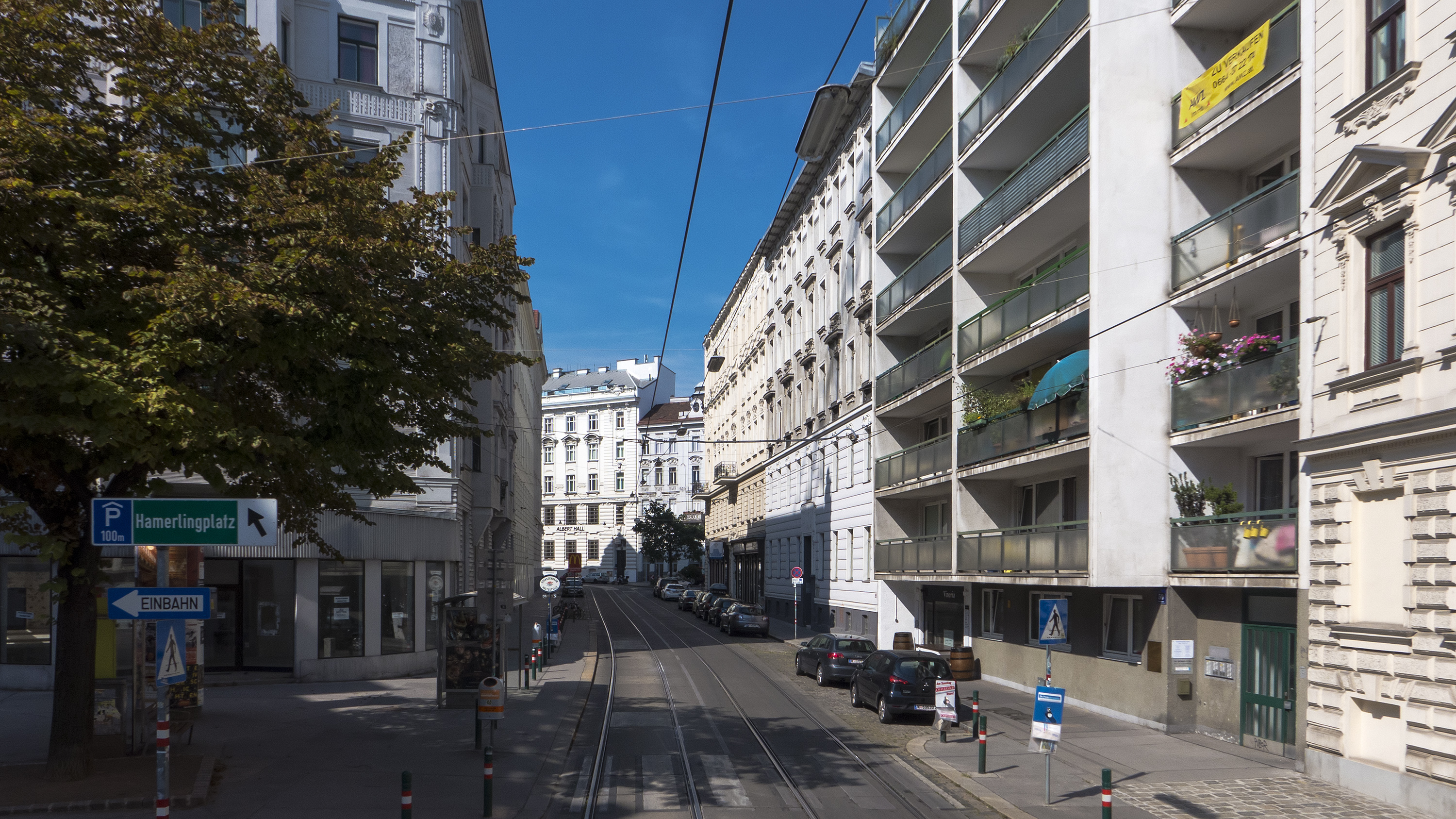
Bei der Skodagasse
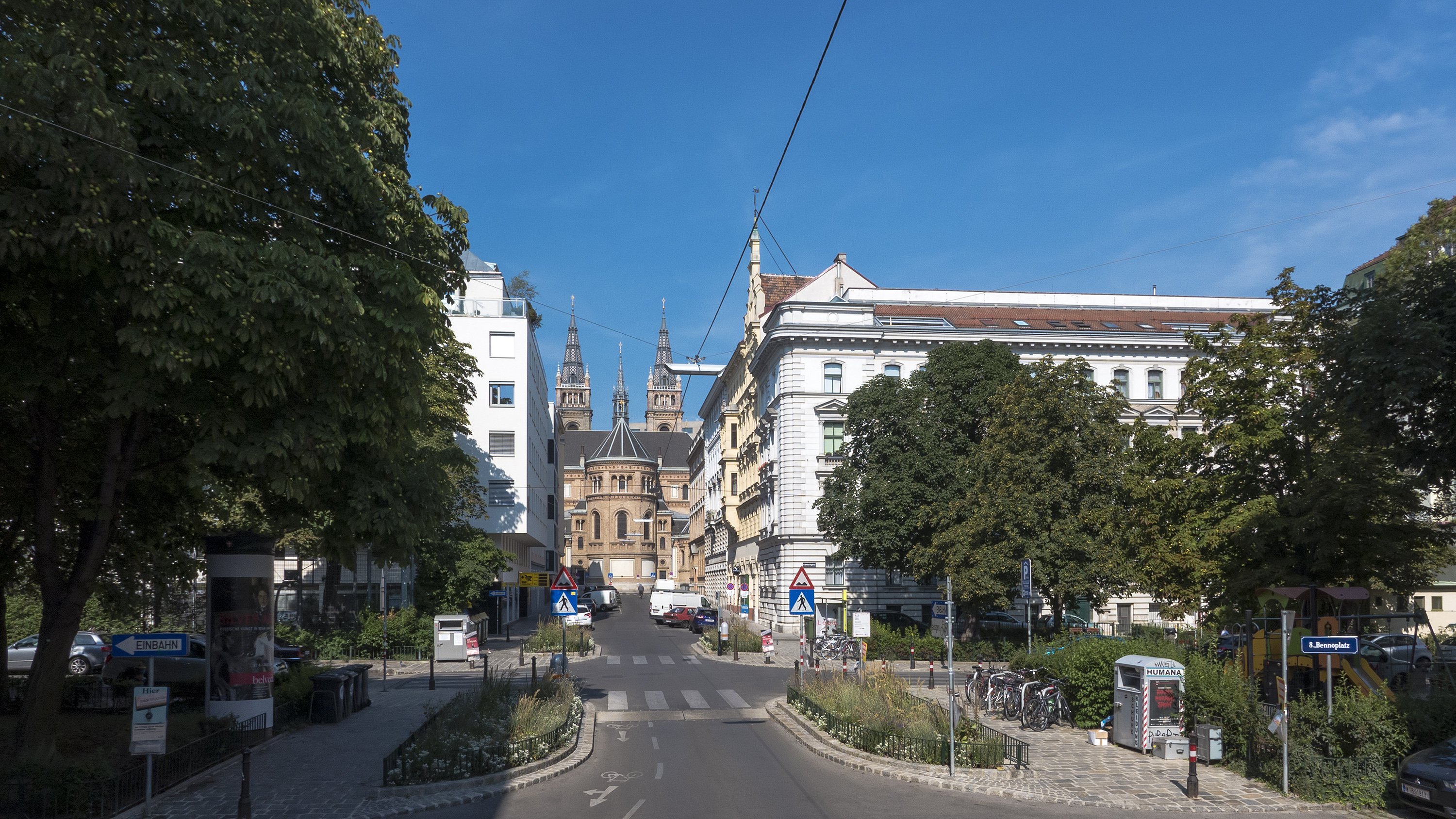
Beim Bennoplatz
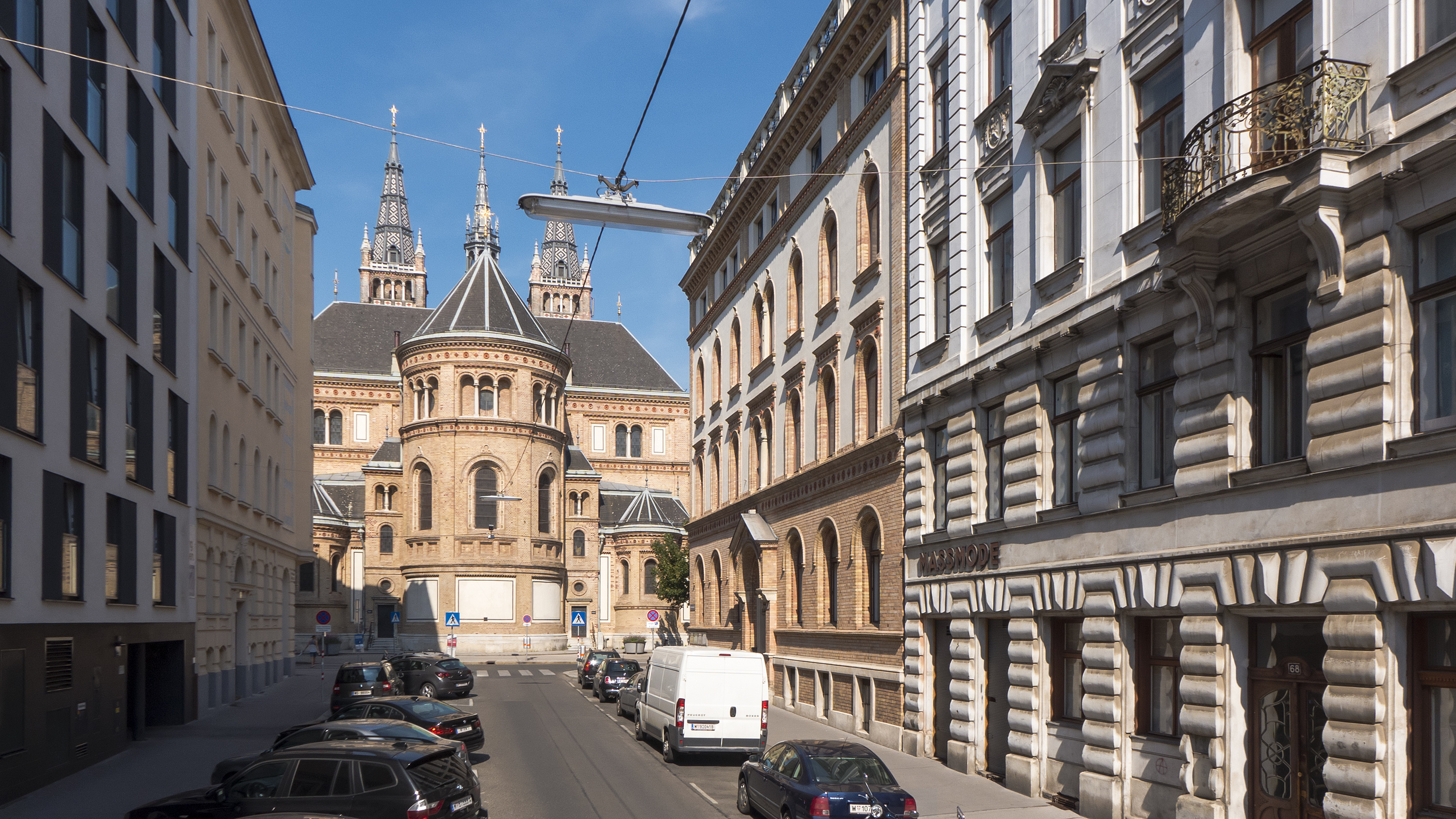
Das Ende der Gasse bei der Blindengasse